# 中国南方航空3456便墜落事故
中国南方航空3456便墜落事故 (ちゅうごくなんぽうこうくう3456びんついらくじこ) は1997年5月8日に重慶江北国際空港から深圳黄田国際空港へと向かっていたボーイング737‐300が、激しい雷雨の中で着陸に失敗した事故である。
2023年まででもこの路線や便名は存在するが、機体はエアバスA320、ボーイング737NGに置き換えられている。

## 背景

### 機体
この事故で使用された機体は、B-2925として登録された。1994年1月28日に初飛行を収め、同年2月25日に中国南方航空に納入された比較的新しい機体であった。

### 乗員
機長は当時45歳で飛行時間15,500時間以上で、そのうち操縦士としての飛行時間は4,300時間であった。副操縦士は当時36歳、総飛行時間12,700時間で、操縦士としては3,600時間を飛行していた。

## 事故概要
3456便は現地時間1997年5月8日19時45分に離陸し、目的地には21時30分に到着する予定であった。21時07分に入域管制から着陸許可が出たが、おおよそ10分後に管制塔から激しい雨が降っているとの連絡が入った。 21時19分、操縦士は激しい雨が降る中で着陸を試みるが、機体はハードランディングして3回バウンドした。機長は慌ててゴー・アラウンドを指示するが、その時の衝撃でノーズギア、フラップ、そして油圧系統が損傷し、操縦を困難にした。この時、警告音が激しく鳴り響いているのがコックピットボイスレコーダー (CVR)に記録されている。機長は副操縦士に促される形で緊急事態を宣言し、空港に緊急体制を敷くよう要請した。 機体は旋回し、2度目の着陸態勢に入った。しかし降下率が高かったため着陸に失敗し、21時28分30秒に機体が滑走路から滑り出て3つに分断され火災が発生した。この事故により、乗員2名と乗客33名の合計35名が死亡した。

## 事故原因
1997年6月28日、中国民用航空局は事故原因は以下の4つの要因があるとした。
- 乗組員が飛行計画や悪天候での着陸について理解しておらず、規律に違反した飛行をしていたこと。
- 乗組員の飛行技術が管理できておらず、特に機長の操縦技術が不足していたこと。
- 管制官が3456便に気象警報を発した際にも、クルーが適切な措置を取らなかったこと。
- 中国南方航空の安全思想の欠如とリーダーシップの不足。

## その後
事故から10年たった2007年、当該機の様子が録音されたボイスレコーダーのやり取りとされる音声がYoukuやYouTube等の動画サイトにアップロードされた。中国民用航空局の専門家は、この音声が偽物である可能性は「極めて低い」とした。